# Microtus fortis
Microtus fortis е вид бозайник от семейство Хомякови (Cricetidae).

## Разпространение
Видът е разпространен в Китай, Монголия, Русия, Северна Корея и Южна Корея.